# Hot Desking
Hot Desking (auch: Hotdesking) ist eine Büroraumverwaltung, bei der sich verschiedene Mitarbeiter zu unterschiedlichen Zeiten einen Büroarbeitsplatz teilen. Mitarbeiter suchen sich bei Ankunft einen freien Arbeitsplatz.
Durch Hot Desking werden im Vergleich zum festen Arbeitsplatz pro Mitarbeiter Kosten gespart, da weniger Büroarbeitsplätze benötigt werden. Hot Desking findet vor allem in Bereichen Anwendung, in denen die Mitarbeiter unterschiedliche und kürzere Anwesenheitszeiten haben, zum Beispiel bei Außendienstlern. Voraussetzung für Hot Desking ist die Möglichkeit, Telefonnummer und Datenzugriff einfach umleiten zu können. 
Bei dem Bürokonzept Activity Based Working wird Hot Desking angewendet.